# Ação de semigrupo
Em álgebra e ciência da computação teórica, uma ação de um semigrupo em um conjunto é uma regra que associa a cada elemento do semigrupo uma transformação do conjunto de tal modo que o produto de dois elementos do grupo (usando a operação binária do semigrupo) é associado com a composta das duas transformações correspondentes. A terminologia transmite a ideia de que os elementos do semigrupo estão agindo como transformações do conjunto. De um ponto de vista algébrico, uma ação de semigrupo é uma generalização da noção de ação de grupo da teoria de grupos. Do ponto de vista da ciência da computação, ações de semigrupos estão intimamente relacionadas aos autômatos: o conjunto de modela os estados do autômato e a ação modela mudanças de estado em resposta à entrada.

## Definições formais
Seja S um semigrupo. Uma ação de semigrupo (a esquerda) de S consiste de um conjunto X juntamente com uma operação •: S × X → X que é compatível com a operação * do semigrupo no seguinte sentido:
- Para quaisquer s, t em S e x em X, s • (t • x) = (s * t) • x.

Este é o conceito análogo ao de ação de grupo para a teoria de semigrupos e é equivalente a um homomorfismo de semigrupo no conjunto das funções sobre X. Ações de semigrupo a direita são definidas de forma semelhante por meio de uma operação •: X × S → X que satisfaça (x • a) • b) = x • (a * b).
Se M é um monoide, então uma ação de monoide (a esquerda) de M é uma ação de semigrupo (a esquerda) de M com a propriedade adicional de que
- para todo x em X: e • x = x

em que e denota o elemento neutro de M. Isso corresponde a um homomorfismo de monoides. Uma ações do monoide a direita é definida de forma análoga.
Uma ação de semigrupo de S em X pode ser transformada em uma ação de monoide acrescentando um elemento neutro ao semigrupo e exigindo que ele aja como a transformação identidade em X.